# 易征
易征（1931年—1997年），笔名楚天舒，湖南汉寿人，中國記者、作家。

## 生平
易君左次子、兄長為中華民國海軍少將易鄂。
1949年參加中國人民解放軍，1950年开始发表作品，1979年加入中国作家协会，一生歷任文書、記者、編輯、幹事、研究員，粵中區黨委幹校、廣東省委、廣東人民出版社幹部、《花城》編輯部主任，《旅伴》編輯部主任、廣東省文聯委員，中國作協廣東分會理事。1997年於廣州去世。

## 作品
短篇小说集《南海渔家》、诗集《南国诗情》(合作)、评论集《诗的艺术》、《红豆集》、《文艺茶话》、《通讯工作漫谈》、《文学絮语》等。